# اسلوبودان اشکربیچ
اسلوبودان اشکربیچ (انگلیسی: Slobodan Škrbić؛ ۱۸ اکتبر ۱۹۴۴ – ۱۶ مارس ۲۰۲۲) بازیکن فوتبال اهل یوگسلاوی بود.
از باشگاه‌هایی که در آن بازی کرده‌است می‌توان به باشگاه فوتبال لیل و باشگاه فوتبال ستاره سرخ بلگراد اشاره کرد.
وی همچنین در تیم ملی فوتبال یوگسلاوی بازی کرده‌است.